# Campeonato Europeo de Lucha de 1937
El XIII Campeonato Europeo de Lucha se celebró en el año 1937 en dos sedes distintas. Las competiciones de lucha grecorromana en París (Francia) y las de lucha libre en Múnich (Alemania).

## Resultados

### Lucha grecorromana
| Evento | Oro                            | Plata                         | Bronce                       |
| ------ | ------------------------------ | ----------------------------- | ---------------------------- |
| 56 kg  | Dante Bertoli Italia           | Egon Svensson · Suecia        | Antonín Nič Checoslovaquia   |
| 61 kg  | Kustaa Pihlajamäki · Finlandia | Heinrich Schwarzkopf Alemania | Einar Karlsson · Suecia      |
| 66 kg  | Lauri Koskela · Finlandia      | Herbert Olofsson · Suecia     | Fritz Weikart Alemania       |
| 72 kg  | Fritz Schäfer Alemania         | Karel Zvonař Estonia          | Walter Massop · Países Bajos |
| 79 kg  | Ivar Johansson · Suecia        | Ludwig Schweickert Alemania   | Voldemar Mägi Estonia        |
| 87 kg  | Nils Åkerlindh · Suecia        | August Neo Estonia            | Werner Seelenbinder Alemania |
| +87 kg | Kristjan Palusalu Estonia      | John Nyman · Suecia           | Josef Klapuch Checoslovaquia |

### Lucha libre
| Evento | Oro                          | Plata                          | Bronce                     |
| ------ | ---------------------------- | ------------------------------ | -------------------------- |
| 56 kg  | Jakob Brendel Alemania       | Herman Tuvesson · Suecia       | Wiliam Mannula · Finlandia |
| 61 kg  | Ferenc Tóth Hungría          | Kustaa Pihlajamäki · Finlandia | Josef Polák Checoslovaquia |
| 66 kg  | Heinrich Nettesheim Alemania | Gösta Frändfors · Suecia       | Fritz Vordermann · Suiza   |
| 72 kg  | Fritz Schäfer Alemania       | Willy Angst · Suiza            | Antti Mäki · Finlandia     |
| 79 kg  | Ivar Johansson · Suecia      | János Riheczky Hungría         | Paul Dätwyler · Suiza      |
| 87 kg  | Axel Cadier · Suecia         | Paul Böhmer Alemania           | József Palotás Hungría     |
| +87 kg | Kurt Hornfischer Alemania    | Willy Lardon · Suiza           | Gyula Bóbis Hungría        |

## Medallero
| Núm. | País           | Oro | Plata | Bronce | Total |
| ---- | -------------- | --- | ----- | ------ | ----- |
| 1    | Alemania       | 5   | 3     | 2      | 10    |
| 2    | Suecia         | 4   | 5     | 1      | 10    |
| 3    | Finlandia      | 2   | 1     | 2      | 5     |
| 4    | Estonia        | 1   | 2     | 1      | 4     |
| 5    | Hungría        | 1   | 1     | 2      | 4     |
| 6    | Italia         | 1   | 0     | 0      | 1     |
| 7    | Suiza          | 0   | 2     | 2      | 4     |
| 8    | Checoslovaquia | 0   | 0     | 3      | 3     |
| 9    | Países Bajos   | 0   | 0     | 1      | 1     |
|      | TOTAL          | 14  | 14    | 14     | 42    |